# 孤蓬萬里
孤蓬萬里（1926年4月1日—1998年12月15日），台灣作家、歌人、醫師，本名吳建堂。台灣台北市人。創作包括和歌和俳句。
1943年台北州立台北第二中學校第17期畢業、現（臺北市立成功高級中學），《台灣歌壇》達人，1996年獲得日本第44回菊池寬賞。
台灣人第一次得到日本國評價很高的文學類大賞，司馬遼太郎、松本清張與宮崎駿也都曾經獲得這個獎項。
與台灣戰後劍道運動推手袁埏烽（台北州立台北第二中學校第16期畢業），同為台北二中劍道部學長學弟成員、以劍會友、以文會友，相遇相知一甲子。

## 簡歷
畢業於台北二中、台北高等學校，後進入台北帝國大學醫學部。終戰後，畢業於台灣大學醫學院，歷任各地公立醫院院長。1968年創刊歌誌《台北歌壇》（現《台灣歌壇》），1993年刊行《台灣萬葉集》，1996年以此作品獲得第44回「菊池寬賞」。

## 作品
- 《台灣萬葉集》（編著）
- 《孤蓬萬里半世紀》（編著）